# Gorenje (Kočevje, Slovenija)
Gorenje je naselje u slovenskoj Općini Kočevju. Gorenje se nalazi u pokrajini Dolenjskoj i statističkoj regiji Jugoistočnoj Sloveniji. 

## Stanovništvo
Prema popisu stanovništva iz 2002. godine naselje je imalo 327 stanovnika.